# Calamus hainanensis
Calamus hainanensis är en enhjärtbladig växtart som beskrevs av Chao Chien Chang, L.G.Xu och R.H.Miau. Calamus hainanensis ingår i släktet Calamus och familjen Arecaceae. Inga underarter finns listade i Catalogue of Life.